# The Orb
The Orb ist eine britische Musikband, die 1988 von Alex Paterson und Jimmy Cauty von The KLF gegründet wurde.

## Geschichte
Ursprünglich bestand die Band aus „Dr.“ Alex Paterson (bürgerlich Duncan Robert Alex Paterson, die Initialen von Duncan Robert ergeben den „Doktorgrad“) sowie Jimmy Cauty.
Eine ihrer ersten Veröffentlichungen ist das 23 Minuten lange Lied A Huge Ever Growing Pulsating Brain That Rules from the Centre of the Ultraworld, das The Orb auf einen Schlag bekannt und sie zu Ikonen der britischen Rave-Bewegung werden ließ. Das Opus war geprägt von einem verspielt rockigen Verständnis von elektronischer Musik und ebnete damit den Weg für Bands wie The Prodigy oder Chemical Brothers. Danach verließ Jimmy Cauty The Orb und konzentrierte sich fortan auf sein gerade erfolgreich werdendes Musikprojekt The KLF. Paterson baute ein Netzwerk von Musikern auf, mit denen er fortan unter dem Namen The Orb spielte. Killing-Joke-Mitglied Youth, ein Schulfreund von Paterson, nahm den Platz von Cauty ein und war 1990 Co-Autor der nächsten Hitsingle Little Fluffy Clouds (basierend auf rhythmisch arrangierten Samples aus einem Rickie Lee Jones Interview).
1991 stieß Kristian Weston (Thrash) zur Band. Im selben Jahr erschien mit The Orb’s Adventures Beyond the Ultraworld das Debütalbum von The Orb. Hier spielten auch schon Thomas Fehlmann, Steve Hillage und Miquette Giraudy mit. Weston und Fehlmann wurden in den nächsten Jahren Patersons feste Begleiter.
Mit der 1992er Single Blue Room brachen sie einen Rekord: Mit einer Länge von fast 40 Minuten war sie die längste Single, die jemals an der Spitze der britischen Charts stand. Dr. Paterson lebte hier sein Psychedelic-Ideal voll aus, doch kündigte bereits das nächste Album U.F. Orb eine Abkehr vom früh-Orb-typischen Ambient-House an.
Die folgenden Alben Pomme Fritz und Orbus Terrarum verstörten mit ihren wilden Geräuschlandschaften viele Fans und huldigten unverhohlen den Indie-Wurzeln von Paterson. Auf Orblivion prägten weiterhin düstere Soundscapes das Album. Erst im neuen Jahrtausend fanden The Orb wieder zurück zu ihren Ambient-House-Wurzeln.
Nach Bicycles & Tricycles im Jahr 2004 erschien 2005 das Album Okie Dokie It’s the Orb on Kompakt.
2016 waren sie in einer Zusammenarbeit mit Jean-Michel Jarre bei dessen Electronica-Projekt am Song Switch on Leon beteiligt.

## Diskografie

### Studioalben
| Jahr | Titel                                      | Höchstplatzierung, Gesamtwochen, AuszeichnungChartplatzierungen (Jahr, Titel, Platzierungen, Wochen, Auszeichnungen, Anmerkungen) | Höchstplatzierung, Gesamtwochen, AuszeichnungChartplatzierungen (Jahr, Titel, Platzierungen, Wochen, Auszeichnungen, Anmerkungen) | Höchstplatzierung, Gesamtwochen, AuszeichnungChartplatzierungen (Jahr, Titel, Platzierungen, Wochen, Auszeichnungen, Anmerkungen) | Höchstplatzierung, Gesamtwochen, AuszeichnungChartplatzierungen (Jahr, Titel, Platzierungen, Wochen, Auszeichnungen, Anmerkungen) | Anmerkungen                                                     |
| Jahr | Titel                                      | DE | CH | UK | US | Anmerkungen                                                     |
| ---- | ------------------------------------------ | --- | --- | --- | --- | --------------------------------------------------------------- |
| 1991 | The Orb’s Adventures Beyond the Ultraworld | — | — | UK29 Silber · (5 Wo.)UK | — | Erstveröffentlichung: 2. April 1991                             |
| 1992 | U.F.Orb                                    | — | — | UK1 (9 Wo.)UK | — | Erstveröffentlichung: 6. Juli 1992                              |
| 1995 | Orbus Terrarum                             | — | — | UK20 (4 Wo.)UK | — | Erstveröffentlichung: 4. April 1995                             |
| 1997 | Orblivion                                  | — | — | UK19 (4 Wo.)UK | US174 (1 Wo.)US | Erstveröffentlichung: 24. Februar 1997                          |
| 2001 | Cydonia                                    | — | — | UK83 (1 Wo.)UK | — | Erstveröffentlichung: 26. Februar 2001                          |
| 2004 | Bicycles & Tricycles                       | — | — | — | — | Erstveröffentlichung: 3. Mai 2004                               |
| 2005 | Okie Dokie It’s the Orb on Kompakt         | — | — | — | — | Erstveröffentlichung: 26. Oktober 2005                          |
| 2007 | The Dream                                  | — | — | — | — | Erstveröffentlichung: 19. September 2007                        |
| 2009 | Baghdad Batteries (Orbsessions Volume III) | — | — | — | — | Erstveröffentlichung: 7. September 2009                         |
| 2010 | Metallic Spheres                           | DE95 (1 Wo.)DE | — | UK12 (3 Wo.)UK | US73 (2 Wo.)US | Erstveröffentlichung: 11. Oktober 2010 feat. David Gilmour      |
| 2012 | The Observer in the Star House             | — | — | UK93 (1 Wo.)UK | — | Erstveröffentlichung: 28. August 2012 feat. Lee "Scratch" Perry |
| 2013 | More Tales from the Orbservatory           | — | — | — | — | Erstveröffentlichung: 3. Juni 2013 feat. Lee "Scratch" Perry    |
| 2015 | Moonbuilding 2703 AD                       | — | — | UK90 (1 Wo.)UK | — | Erstveröffentlichung: 22. Juni 2015                             |
| 2016 | COW / Chill Out, World!                    | — | — | — | — | Erstveröffentlichung: 14. Oktober 2016                          |
| 2018 | No Sounds Are out of Bounds                | — | — | UK51 (1 Wo.)UK | — | Erstveröffentlichung: 22. Juni 2018                             |
| 2020 | Abolition of the Royal Familia             | — | — | UK62 (1 Wo.)UK | — | Erstveröffentlichung: 27. März 2020                             |
| 2023 | Prism                                      | — | — | UK85 (1 Wo.)UK | — | Erstveröffentlichung: 28. April 2023                            |
| 2023 | Metallic Spheres in Colour                 | — | CH61 (1 Wo.)CH | UK90 (1 Wo.)UK | — | Erstveröffentlichung: 29. September 2023 feat. David Gilmour    |

### Livealben
| Jahr | Titel   | Höchstplatzierung, Gesamtwochen, AuszeichnungChartsChartplatzierungen (Jahr, Titel, Platzierungen, Wochen, Auszeichnungen, Anmerkungen) | Anmerkungen                             |
| Jahr | Titel   | UK | Anmerkungen                             |
| ---- | ------- | --- | --------------------------------------- |
| 1993 | Live 93 | UK23 Silber · (2 Wo.)UK | Erstveröffentlichung: 22. November 1993 |

### Kompilationen
| Jahr | Titel                 | Höchstplatzierung, Gesamtwochen, AuszeichnungChartsChartplatzierungen (Jahr, Titel, Platzierungen, Wochen, Auszeichnungen, Anmerkungen) | Anmerkungen                           |
| Jahr | Titel                 | UK | Anmerkungen                           |
| ---- | --------------------- | --- | ------------------------------------- |
| 1998 | U.F.Off – The Best Of | UK38 (3 Wo.)UK | Erstveröffentlichung: 2. Oktober 1998 |

Weitere Kompilationen
- 2005: Orbsessions Volume One
- 2007: Orbsessions Volume Two
- 2008: The BBC Sessions 1989–2001
- 2013: History of the Future
- 2016: History of the Future Part 2
- 2024: Orboretum: The Orb Collection

### Remixalben
- 1991: Aubrey Mixes: The Ultraworld Excursions
- 1996: Auntie Aubrey’s Excursions Beyond the Call of Duty
- 2002: Auntie Aubrey’s Excursions Beyond the Call of Duty Part 2
- 2020: Auntie Aubrey’s Excursions Beyond the Call of Duty Part 3

### Mixalben
- 2003: Back to Mine
- 2007: I'll Be Black
- 2011: Tundra and Sunflakes Vol. 1
- 2011: Tundra and Sunflakes Vol. 2

### EP`s
| Jahr | Titel                                | Höchstplatzierung, Gesamtwochen, AuszeichnungChartsChartplatzierungen (Jahr, Titel, Platzierungen, Wochen, Auszeichnungen, Anmerkungen) | Anmerkungen                         |
| Jahr | Titel                                | UK | Anmerkungen                         |
| ---- | ------------------------------------ | --- | ----------------------------------- |
| 1994 | Pomme Fritz (The Orb’s Little Album) | UK6 (6 Wo.)UK | Erstveröffentlichung: 13. Juni 1994 |

Weitere EPs
- 1989: Kiss E.P.
- 1991: Orb in Dub
- 1991: Peel Sessions
- 1996: The Peel Sessions
- 2002: Daleth of Elphame
- 2003: Kompassion
- 2004: Komplott
- 2005: Komfort
- 2016: Alpine

### Singles
| Jahr | Titel Album | Höchstplatzierung, Gesamtwochen, AuszeichnungChartsChartplatzierungen (Jahr, Titel, Album, Platzierungen, Wochen, Auszeichnungen, Anmerkungen) | Anmerkungen                             |
| Jahr | Titel Album | UK | Anmerkungen                             |
| ---- | --- | --- | --------------------------------------- |
| 1989 | A Huge Ever Growing Pulsating Brain That Rules from the Centre of the Ultraworld The Orb’s Adventures Beyond the Ultraworld | UK78 (3 Wo.)UK | Erstveröffentlichung: 21. Oktober 1989  |
| 1990 | Little Fluffy Clouds The Orb’s Adventures Beyond the Ultraworld                                                             | UK10 Silber · (8 Wo.)UK | Erstveröffentlichung: 16. November 1990 |
| 1991 | Perpetual Dawn The Orb’s Adventures Beyond the Ultraworld                                                                   | UK18 (6 Wo.)UK | Erstveröffentlichung: 24. Januar 1991   |
| 1992 | Blue Room U.F.Orb | UK8 (6 Wo.)UK | Erstveröffentlichung: 8. Juni 1992      |
| 1992 | Assassin | UK12 (5 Wo.)UK | Erstveröffentlichung: 5. Oktober 1992   |
| 1995 | Oxbow Lakes Orbus Terrarum                                                                                                  | UK38 (2 Wo.)UK | Erstveröffentlichung: 15. Mai 1995      |
| 1997 | Toxygene Orblivion | UK4 (4 Wo.)UK | Erstveröffentlichung: 27. Januar 1997   |
| 1997 | Asylum Orblivion | UK20 (2 Wo.)UK | Erstveröffentlichung: 1997              |
| 2001 | Once More Cydonia | UK38 (2 Wo.)UK | Erstveröffentlichung: 2001              |

Weitere Singles
- 2004: Aftermath
- 2007: Vuja De
- 2009: DDD (Dirty Disco Dub)
- 2012: Golden Clouds (feat. Lee "Scratch" Perry)
- 2012: Soulman (feat. Lee "Scratch" Perry)
- 2013: Ball of Fire (feat. Lee "Scratch" Perry)
- 2018: Doughnuts Forever (feat. Jah Wobble)
- 2018: Rush Hill Road (feat. Hollie Cook)
- 2018: Wolfbane
- 2019: Pervitin (Empire Culling & The Hemlock Stone Version)
- 2019: Hawk Kings (Oseberg Buddhas Buttonhole)
- 2020: Daze (Missing & Messed Up Mix)
- 2023: Prism
- 2023: H.O.M.E (High Orbs Mini Earth)
- 2025: Arabebonics